# Buick Model 41
La Model 41 è un'autovettura di lusso con carrozzeria limousine prodotta dalla Buick nel 1910.

## Storia
La Model 41 poteva ospitare fino a cinque passeggeri. Fu il primo modello Buick ad avere un corpo vettura chiuso. I motori disponibili erano due. Entrambi a quattro cilindri in linea, possedevano una cilindrata di 5.211 cm³ o 5.506 cm³ che erogavano, rispettivamente, 40 CV e 48 CV di potenza.
Il propulsore era anteriore, mentre la trazione era posteriore. Il moto alle ruote posteriori era trasmesso tramite una catena. Il cambio era a tre rapporti.
Ne furono realizzati da 27 a 40 esemplari.